# Solidão

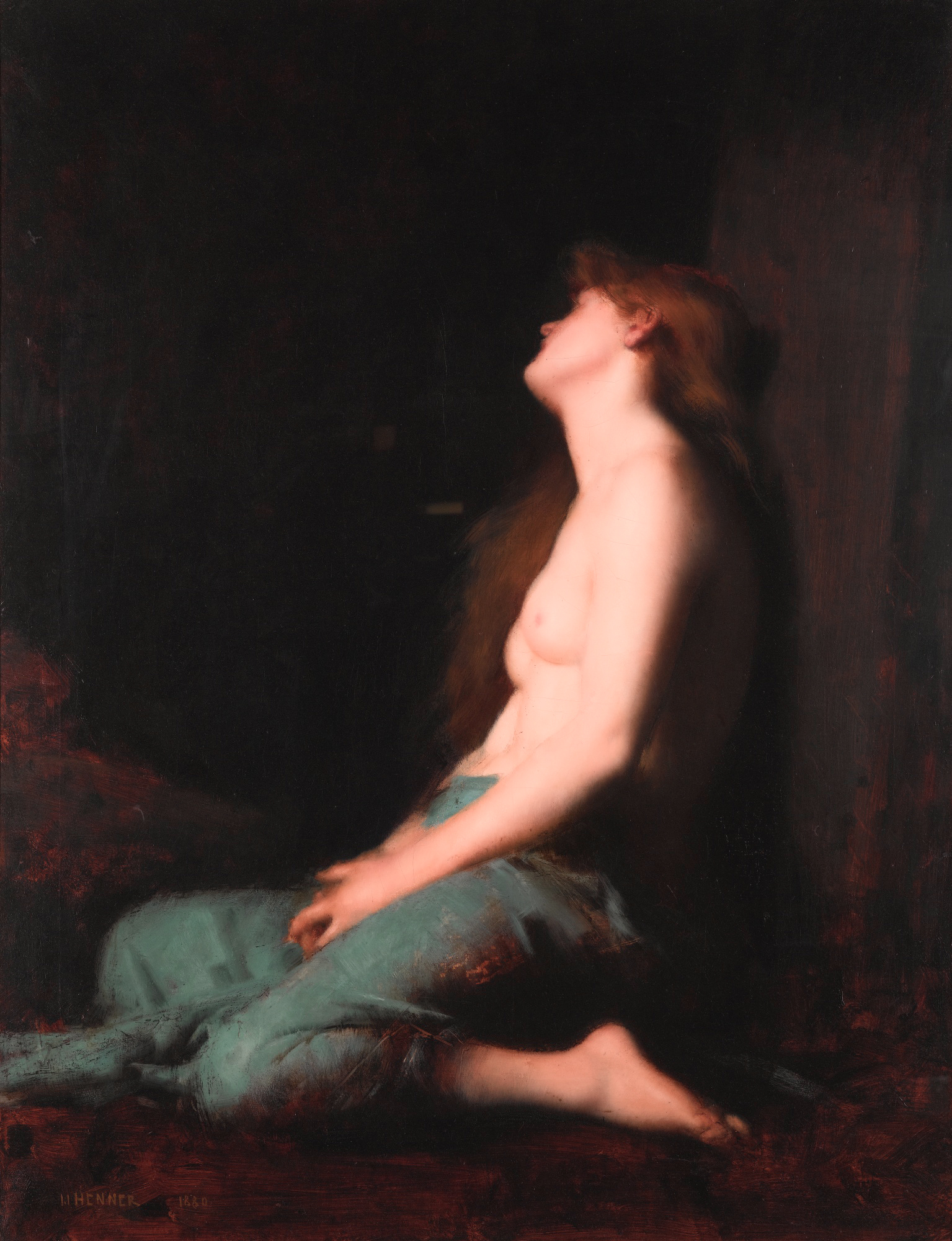
Pintura de Jean Jacques Henner retratando a solidão

Solidão (ou, poético, solitude) é o estado de quem se encontra ou se sente desacompanhado, só.
Um dos primeiros usos a serem gravados da palavra "solitário" está na tragédia Coriolanus, Ato IV Cena 1, de William Shakespeare, escrita em 1608.

## Distinção da solitude
Solidão não é o mesmo que estar desacompanhado. Muitas pessoas passam por momentos em que se encontram sozinhas, seja por força das circunstâncias ou por escolha própria. Estar sozinho pode ser uma experiência positiva, prazerosa e trazer alívio emocional, desde que esteja sob controle do indivíduo. Solitude é o estado de se estar sozinho e afastado das outras pessoas, e geralmente implica numa escolha consciente. A solidão não requer a falta de outras pessoas e geralmente é sentida mesmo em lugares densamente ocupados. Pode ser descrita como a falta de identificação, compreensão ou compaixão.
Em seu crescimento como indivíduo, o ser humano começa um processo de separação ainda no nascimento, a partir do qual continua a ter uma independência crescente até a idade adulta. Desta forma, sentir-se sozinho pode ser uma emoção saudável e, de fato, a escolha de ficar sozinho durante um período de solitude pode ser enriquecedora. Para sentir solidão, entretanto, o indivíduo passa por um estado de profunda separação. Isto pode se manifestar em sentimentos de abandono, rejeição, depressão, insegurança, ansiedade, falta de esperança, inutilidade, insignificância e ressentimento. Se tais sentimentos são prolongados eles podem se tornar debilitantes e bloquear a capacidade do indivíduo de ter um estilo de vida e relacionamentos saudáveis. Se o indivíduo está convencido de que não pode ser amado, isto vai aumentar a experiência de sofrimento e o consequente distanciamento do contato social. A baixa auto-estima pode dar início à desconexão social que pode levar à solidão.
Em algumas pessoas, a solidão temporária ou prolongada pode levar a notáveis expressões artísticas e criativas como, por exemplo, Emily Dickinson e Isabella di Morra. Isto não implica dizer que a solidão desencadeia criatividade, ela simplesmente foi, neste caso, uma influência no trabalho então realizado pelo artista.

## Causas comuns
As pessoas podem sentir solidão por muitas razões e muitos eventos da vida estão associados a ela. A falta de amizades durante a infância e adolescência ou a falta de pessoas interessantes podem desencadear não só a solidão, mas também a depressão e o celibato involuntário. Ao mesmo tempo, a solidão pode ser um sintoma de um outro problema social ou psicológico, que deveria ser tratado.
Muitas pessoas passam pela experiência da solidão pela primeira vez quando são deixadas sozinhas quando crianças. É um pensamento muito comum, embora temporário, em consequência de um divórcio ou a perda de algum relacionamento afetivo de longa duração. Nesses casos, a solidão pode ocorrer tanto por causa da perda do outro indivíduo quanto pelo afastamento do círculo social do qual ambos faziam parte, causado pela tristeza associada ao evento.
A perda de alguém significativo na vida de uma pessoa tipicamente provoca um período de lamentação, onde o indivíduo sente-se sozinho mesmo na presença de outros. A solidão pode ocorrer também após o nascimento de uma criança, um casamento ou outro evento socialmente disruptivo, como a mudança de um estudante para um campus universitário. A solidão pode ocorrer dentro de um casamento ou relacionamentos íntimos similares quando há raiva, ressentimento ou quando o amor dado não é correspondido. Pode também representar uma disfunção de comunicação. Aprender a lidar com mudanças de estilos de vida é essencial para superar a solidão.

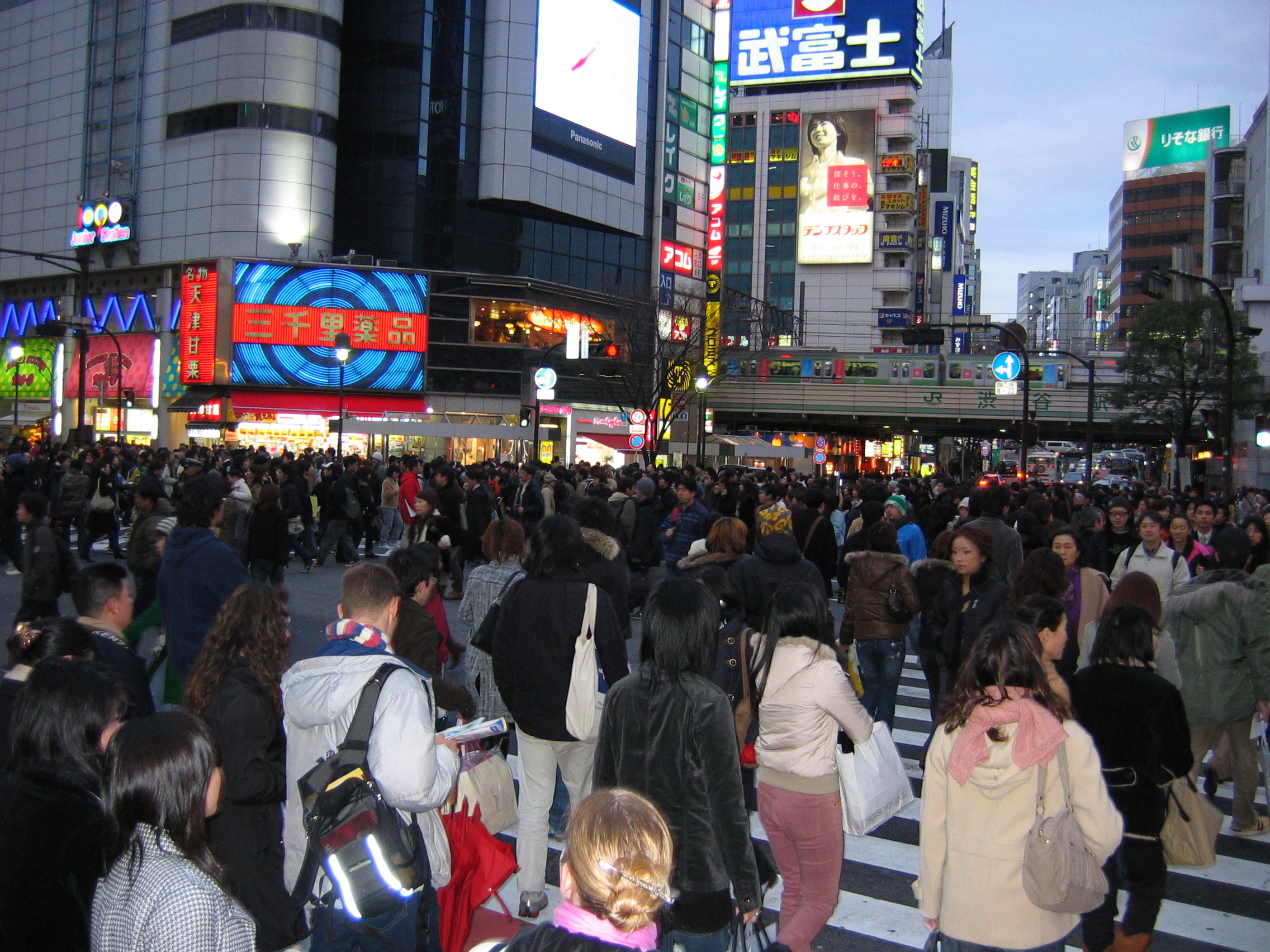
O sentimento de solidão é agravado pela impessoalidade das cidades populosas

## Na sociedade moderna
A solidão ocorre com frequência em cidades densamente populosas; nestas cidades muitas pessoas podem se sentir totalmente sozinhas e deslocadas, mesmo quando rodeadas de pessoas. Elas sentem a falta de uma comunidade identificável numa multidão anônima. É incerto se a solidão é uma condição agravada pela alta densidade populacional ou se é uma condição humana trazida à tona por tal estrutura social. De fato a solidão ocorre mesmo em populações menores e menos densas, mas a quantidade de pessoas aleatórias que entram em contato com o indivíduo diariamente numa cidade grande pode levantar barreiras de interação social, uma vez que não há profundidade nos relacionamentos, e isso pode levar à sensação de deslocamento e solidão. A quantidade de contatos não se traduz na qualidade dos contatos.
A solidão parece ter se tornado particularmente prevalente nos tempos modernos. No começo do século XX as famílias, eram tipicamente maiores e mais estáveis, os divórcios eram raros e relativamente poucas pessoas viviam sozinhas. Hoje, há uma tendência de inversão desses valores: cerca de um quarto da população dos Estados Unidos vivia sozinha em 1998. Em 1995, 24 milhões de estadunidenses viviam sozinhos em casa; em 2010, estima-se que este número chegará a cerca de 31 milhões.
Um estudo de 2006 da revista American Sociological Review descobriu que os estadunidenses tem, em média, dois amigos próximos com quem trocam confidências, abaixo da média de três encontrada numa pesquisa similar em 1985. O percentual de pessoas que declararam não ter amigos confidentes cresceu de 10 para quase 25%, e 19% adicionais disseram ter somente um único amigo confidente (geralmente o cônjuge), aumentando o sério risco de solidão no caso do fim de tal relacionamento.

## Como condição humana
A escola existencialista vê a solidão como essência do ser humano. Cada pessoa vem ao mundo sozinha, atravessa a vida como um ser em separado e, no final, morre sozinho. Aceitar o fato, lidar com isso e aprender como direcionar nossas próprias vidas de forma bela e satisfatória é a condição humana. Alguns filósofos, como Jean-Paul Sartre, acreditaram numa solidão epistêmica, onde a solidão é parte fundamental da condição humana por causa do paradoxo entre o desejo consciente do homem de encontrar um significado dentro do isolamento e do vazio do universo. Entretanto, alguns existencialistas pensam o oposto: os indivíduos precisariam se engajar ativamente uns aos outros e formar o universo na medida em que se comunicam e criam, e a solidão é meramente o sentimento de estar fora desse processo.

## Tratamento
Existem muitas formas diferentes para tratar a solidão, o isolamento social e a depressão. O primeiro passo, e o mais frequentemente recomendado, é a terapia. A terapia é um método comum e efetivo de se tratar a solidão, e geralmente é bem-sucedido. Terapias curtas, o tipo mais comum, geralmente se estendem por 10 a 20 semanas. Durante a terapia, enfatiza-se a compreensão da causa do problema; reverter os pensamentos, sentimentos e atitudes negativas resultantes do problema; e explorar as formas de melhora do paciente. Alguns especialistas recomendam a terapia em grupo como uma forma de se conectar a outras pessoas que passam pelo mesmo sofrimento e estabelecer assim um sistema de apoio. Especialistas frequentemente prescrevem antidepressivos como tratamento ou em conjunto com a terapia. Geralmente ocorrem algumas tentativas de combinações de drogas até que uma combinação mais adequada seja encontrada para o paciente — essa combinação é encontrada pelo método da tentativa-e-erro. Alguns pacientes podem desenvolver uma resistência a certos tipos de medicação e necessitar de uma mudança periodicamente.
Abordagens alternativas são sugeridas por alguns especialistas. Tais tratamentos incluem exercícios físicos, dieta, hipnose, choques elétricos, acupuntura, fitoterapia, entre outros. Muitos pacientes relatam que a participação em tais atividades aliviaram os sintomas relacionados à depressão, total ou parcialmente. Um outro tratamento, tanto para depressão quanto para a solidão, é a terapia de animais de estimação, ou terapia através da presença de animais de companhia, como cachorros, gatos, coelhos e até mesmo porquinhos-da-índia. De acordo com a agência Centers for Disease Control and Prevention, existem vários benefícios associados aos animais de estimação. Além de atenuar a sensação de solidão (mesmo porque isto pode também levar à socialização com outros donos de animais semelhantes), ter um animal de estimação diminui a ansiedade e, consequentemente, os níveis de stress no organismo.